# Rafael Echagüe y Bermingham
Rafael Echagüe y Bermingham (castellà: Rafael Echagüe)  (Sant Sebastià, 13 de febrer de 1815 - Madrid, 23 de novembre de 1915) fou un militar espanyol.
Descendent d'una família de la noblesa basca. Als divuit anys ja era capità de les tropes liberals que sostenien la causa d'Isabel II (1833). Prengué part en la guerra civil contra els carlins, i en el seus inicis com ajudant de camp del general O'Donell,i després com a coronel d'un regiment d'infanteria; en acabar aquella lluita fratricida, que durà set anys, s'afilià al Partit Moderat, prenent part en la revolta d'alguns regiments de cavalleria al front (28 de juny de 1854), a la qual s'hi posaren els generals O'Donell i Dulce, aconseguint els insurrectes una assenyalada victòria en els camps de Vicálvaro (Vicalvarada) sobre les tropes fidels al ministeri moderat, que caigué del poder. Fou diputat a les Corts en 1855 i en 1860.
Ascendí a general pel seu antic cap, el general O'Donell. Durant el seu ministeri es distingí notablement en la guerra d'Àfrica, especialment en el combat del Serrallo, contra forces molt superiors (novembre de 1859), en el que sofrí una ferida; per la seva conducta en aquella campanya rebé el títol de comte del Serrallo, i més endavant ascendí a tinent general. Gaudí de gran prestigi dintre del partit liberal, en el que desenvolupà un paper molt important, especialment durant els preparatius de la famosa revolució de Setembre, que li costà el tron a Isabel II. El ministeri presidit per González Bravo (7 de juliol de 1868) el feu detenir i deportar a Canàries junt amb els generals Serrano i d'altres pertanyents al partit unionista i progressista.
Desenvolupà comandaments importants en l'última guerra carlista (1873-76) com a general en cap dels exèrcits del Nord i del Centre, distingint-se especialment en la presa de les altures de las Muñecas i en la insurrecció del Setge de Bilbao. En premi a aquests serveis, el rei Alfons XII li concedí la grandesa d'Espanya i li confià el comandament del cos d'alabarders. Posseïa apreciades condecoracions, tant nacionals com estrangeres. També fou senador vitalici.